# Gabrje pod Špilkom
Gabrje pod Špilkom je najvišje ležeče naselje v Občini Lukovica.